# Pascual, criado leal
Pascual, criado leal es una serie de historietas creada por Ángel Nadal para el semanario "Pulgarcito" en 1953.

## Trayectoria editorial
Pascual, Criado Leal apareció por primera vez en el número 1139  de "Pulgarcito".
Se serializó también en "Din Dan".

## Valoración e influencia
En homenaje a esta serie y a sugerencia de Gin, director por entonces de "El Jueves", se tituló así Pascual, mayordomo real de Idígoras y Pachi en 1996.